# Route départementale 10 (Ardennes)
Pour les articles homonymes, voir Route départementale 10.
La route départementale 10, abrégée en D10, est une route départementale des Ardennes qui relie Barby près de Rethel à Signy-le-Petit.
Son point de départ est situé dans la commune de Barby, au lieu-dit du Pont d'Arcole, à la sortie de Rethel par la D946. Elle fait une courte incursion dans le département de l'Aisne entre Bossus-lès-Rumigny et Fligny. La D10 se termine à la frontière avec la Belgique au hameau de La Gruerie dans la commune de Signy-le-Petit.

## Tracé
- Sorbon
- Arnicourt
- Sery, tronc commun avec la D3
- Wasigny, tronc commun avec la D8
- La Neuville-lès-Wasigny
- Draize
- Montmeillant
- Saint-Jean-aux-Bois
- tronc commun avec la D978 dans la commune du Fréty
- Bay, commune de Blanchefosse-et-Bay
- Blanchefosse-et-Bay
- interruption de la D10 dans la commune de Hannappes, tronc commun avec la D877
- Rumigny, reprise de la D10
- Bossus-lès-Rumigny
- frontière avec le département de l'Aisne
- interruption de la D10 dans la commune de Logny-lès-Aubenton, tronc commun avec la D37
- frontière avec le département de l'Aisne, reprise de la D10 dans la commune d'Auge
- Fligny
- Signy-le-Petit
- Brognon
- La Gruerie, commune de Signy-le-Petit, frontière avec la Belgique